# Val Young
Pour les articles homonymes, voir Young.
Val Young, aussi connue comme Lady V, née le 13 juin 1958 à Détroit, est une chanteuse américaine.

## Biographie
Repérée par George Clinton, elle devient choriste pour The Brides of Funkenstein puis le Gap Band. Elle travaillera par la suite avec Rick James et signe sur le label discographique Motown.
Proche du milieu du rap et notamment de Tupac Shakur, elle participe à certaines de ses chansons comme To Live & Die in L.A. (1996). Elle participe également à des chansons de Warren G ou encore de Nate Dogg Elle a chanté le refrain de la chanson "Never Forget" (2004)  du rappeur Napoleon, en hommage à Tupac Shakur. 

## Discographie

### Albums
- 1985 : Seduction
- 1987 : Private Conversations